# Onfim

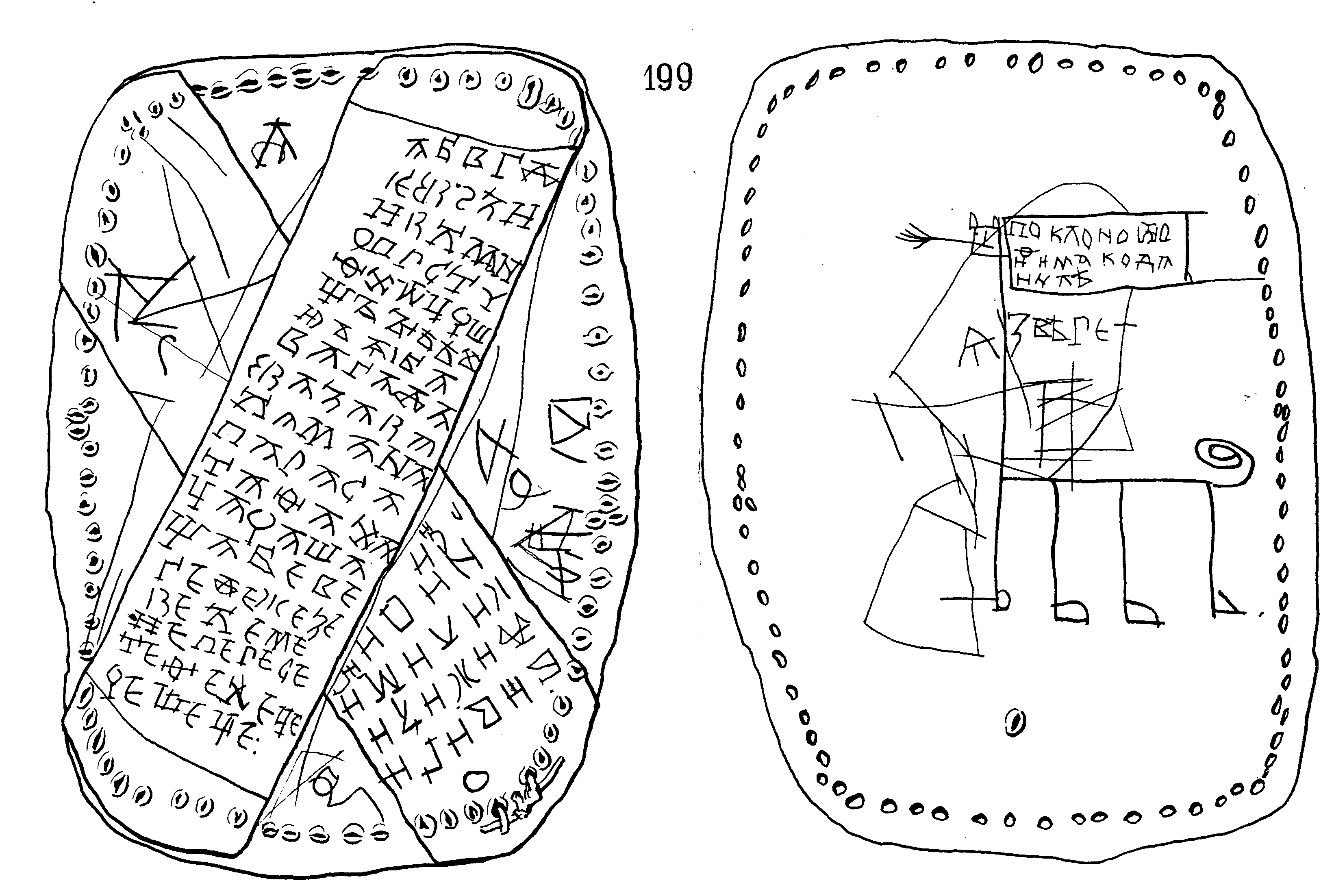
Les devoirs et exercices d'Onfim, accompagnés de l'affirmation « Je suis une bête ». Vers 1260 (artefact 199).

Onfim (novgorodien ancien : онѳиме, Onfime ; dit aussi Anthemius de Novgorod) est un enfant qui a vécu à Novgorod au XIIIe siècle. Ses devoirs et ses notes d'écolier (lettres, syllabes, mais aussi scènes de bataille et portraits), gravées sur de l'écorce de bouleau, ont été conservées par l'argile du sol de Novgorod. Dix-sept de ces écorces gravées nous sont parvenues.

## Contexte historique
Novgorod est l'actuel centre administratif et chef-lieu de l'oblast de Novgorod, à 200 km au sud de Saint-Pétersbourg. Depuis le Moyen Âge, la ville était un centre de pouvoir important et est entourée par de profondes forêts de bouleaux, dont l'écorce était utilisée comme support d'écriture.
Plus de 1 100 morceaux d'écorce de bouleau inscrites ont été découverts depuis les années 1950. Le corpus des inscriptions découvertes augmente chaque année. Selon les historiens, la grande quantité de manuscrits sur écorce semble être un indice de forte alphabétisation de la population de la ville au XIIIe siècle, puisqu'on identifie un grand nombre de styles d'écriture différents, et donc de mains ayant effectivement écrit.

## Les documents d'Onfim
Les documents d'écoliers d'Onfim sont constitués de dix-sept éléments d'écorce de bouleau inscrite. Douze de ces éléments comportent des illustrations figurées, un des dessins représente visiblement un guerrier à cheval, frappant de sa lance un homme couché à terre. Les différents éléments textuels suggèrent que ces inscriptions sont tous des devoirs scolaires : alphabets, syllabaires répétés, psaumes célèbres faciles à mémoriser et donc à écrire pour s'entraîner, tels que « Seigneur, aide ton serviteur Onfim » (Psaumes 6:2 et 28:3). La plupart des phrases écrites sont d'ailleurs issues du livre des Psaumes.
La plupart des dessins ont trait aux thèmes militaires : chevaliers, chevaux, flèches, ennemis vaincus à terre. L'image la plus frappante semble être un autoportrait d'Onfim grimé en animal fantastique, elle est représentée sur l'écorce no 199, pièce ayant servi de fond pour un panier en osier mais ayant été réemployée pour l'écriture, on y voit une bête avec un très long cou, des oreilles pointues, une queue en tire-bouchon. La bête tient dans sa bouche une flèche avec des plumes (à moins qu'elle ne crache du feu). Le texte adjacent à cette image dit « je suis une bête sauvage », et un phylactère contient la phrase « salutations d'Onfim à Danilo ». Au dos de la pièce no 199, on trouve un exercice d'alphabet. L'écorce no 205 contient un alphabet cyrillique de la même main, portant le nom d'Onfim au milieu. En-dessous de cet alphabet, un bateau est représenté. L'écorce 206 enfin contient elle aussi un exercice d'alphabet et des portraits schématiques d'Onfim et de ses amis.

## Galerie d'images

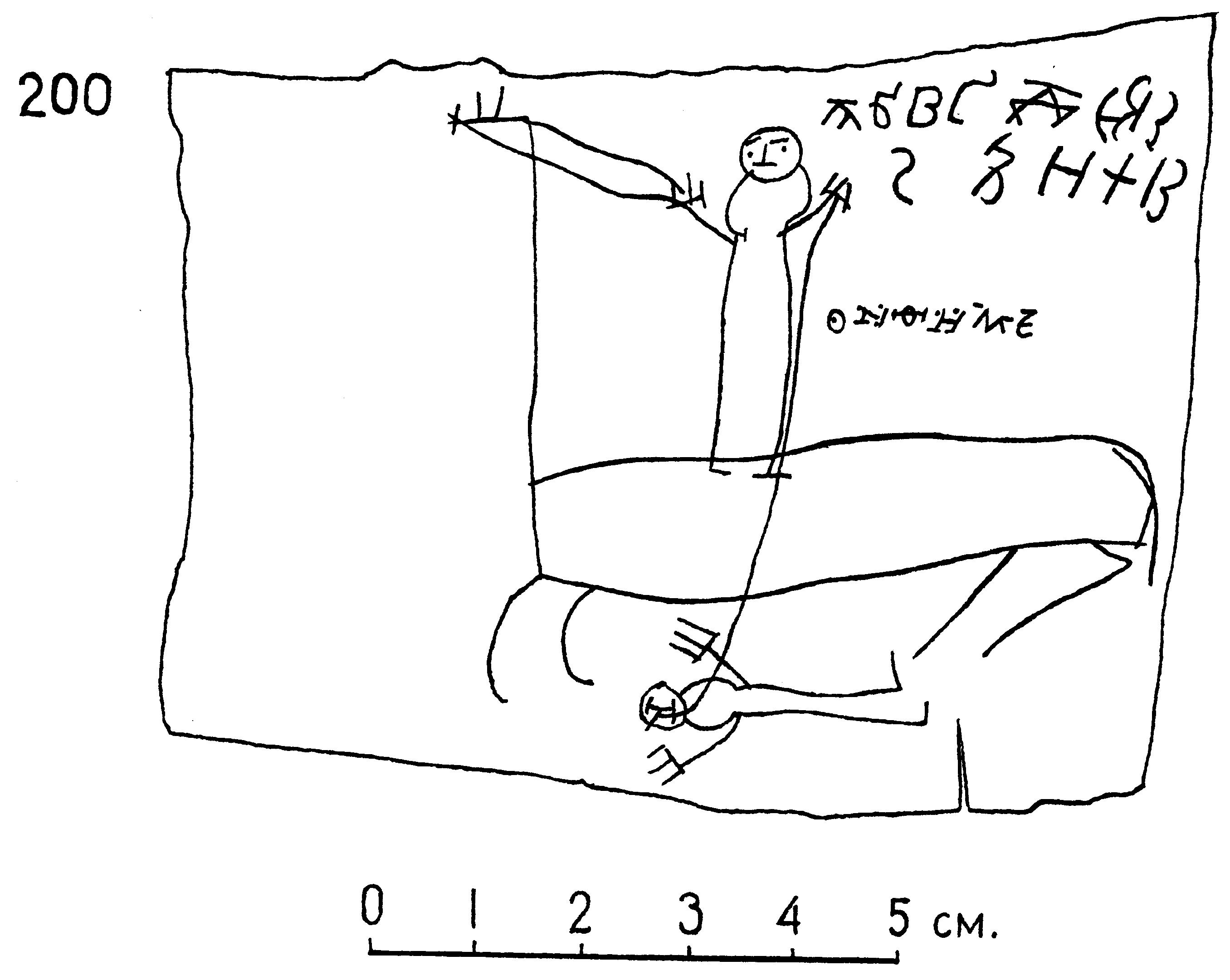
200 : L'alphabet de A à K, et un cavalier à la droite duquel on lit le nom « Onfim ».
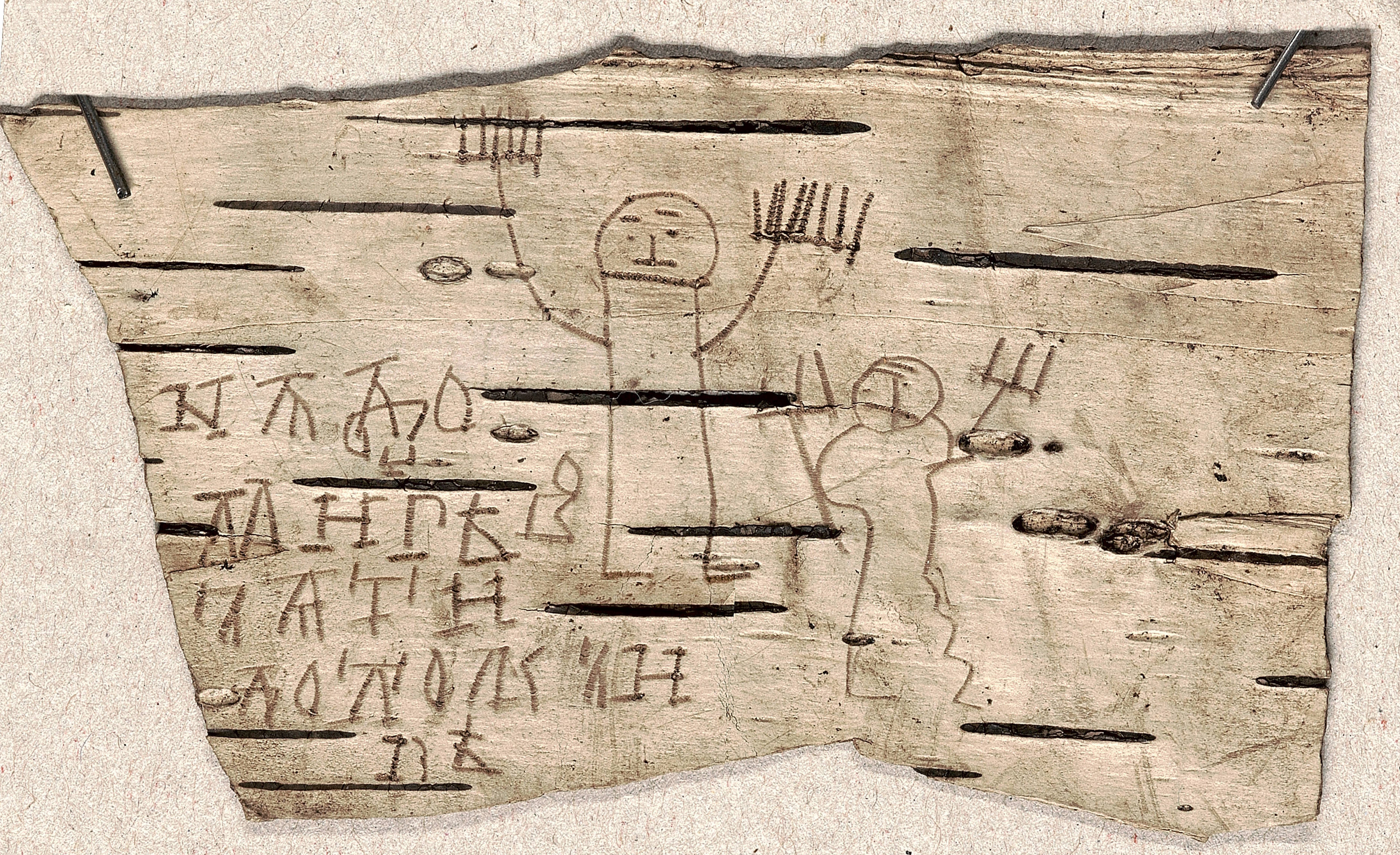
202 : leçon d'écriture et dessins.
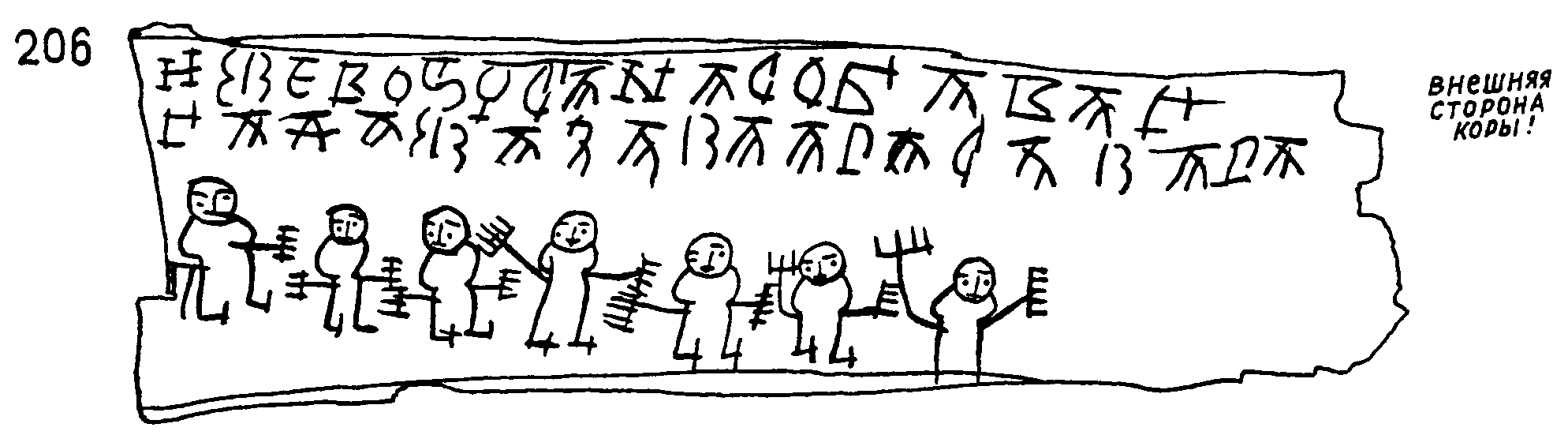
206 : une série de syllabes et de portraits.
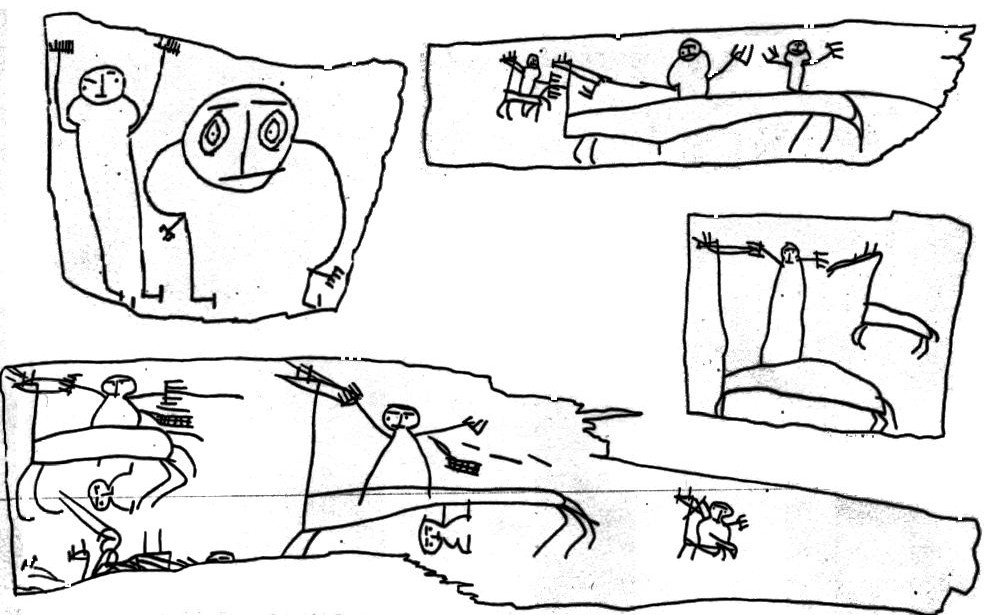
Dessins divers.